# Ectophasia atripennis
Ectophasia atripennis là một loài ruồi trong họ Tachinidae.